# 黃性賢
黃性賢（1910年—1992年），字心玄，又字敏武，生於大清國福建省福州市晉安區，武術家，擅長鳴鶴拳與鄭子太極拳，為鄭曼青之徒。

## 生平
其父名黃昌澄，是一名木匠。黃性賢幼年入私塾，後就讀福州理工學校，習木工。自幼喜好武術，先隨謝宗祥習鳴鶴拳，又隨陳世鼎習羅漢拳，至上海訪友期間，又習得少林拳。1934年，回福州參加福建省武術縣考與省考，分別獲得冠軍與亞軍。1937年，抗日戰爭爆發，黃性賢組練大刀隊，先後在上海及福建，以游擊戰方式對抗日軍。1945年，日軍撤出福州，黃性賢回鄉，隨自然門萬籟聲習武。
1948年，至金門做木材生意，因國共內戰無法返回福建。1949年，至台北開設中醫診所，拜鄭曼青為師，習鄭子太極拳，曾任台灣省國術會指導組組長、台灣大學國術組太極拳班講師。1955年參加台灣國術大賽，獲太極拳組冠軍。
1956年，新加坡拿督陳光前，邀請黃性賢至新加坡授拳。1957年，至馬來西亞砂州，開設古晉太極健身學院，又創立古晉積善堂藥局與黃氏太極學會。1970年與摔跤冠軍廖廣成進行中西擂台比賽，獲勝。1989年，至美國參加國際武術比賽，獲太極拳散打、推手總冠軍。
1992年，因病重，回福州療養，並在福州過世。

## 外部連結
- 黄氏太极拳道宗师黄性贤简介 （页面存档备份，存于）